# Santuario de Nuestra Señora de la Candelaria (San Pedro de la Paz)
El Santuario de Nuestra Señora de la Candelaria es un santuario y parroquia de culto católico ubicado en la comuna chilena de San Pedro de la Paz, en el Gran Concepción, en la región del Biobío. En su interior se resguarda y venera una imagen de la Virgen de la Candelaría, la más antigua de esta advocación mariana en el país.

## Historia
El santuario tiene su origen en la figura de la Virgen de la Candelaria, traída desde España aproximadamente en el año 1583 por orden del gobernador del Reino de Chile, Alonso de Sotomayor. La imagen, tallada en madera, fue instalada en varias fortalezas del sistema defensivo del Biobío, entre ellas la de Nacimiento, Santa Juana de Guadalcazar y Angol, donde los conquistadores le atribuían un rol de protección espiritual. No fue hasta 1604, cuando fue construido el Fuerte de San Pedro de la Paz por el gobernador Alonso de Ribera, que la imagen fue trasladada hacia su ubicación actual. La fortaleza fue construida luego de la celebración de un tratado de paz entre españoles y mapuches, razón del complemento del nombre que se le dio a San Pedro como «de la paz».
Durante los siglos xix y xx, la Virgen de la Candelaría se convirtió en un sitio de peregrinación de los mineros católicos de la cuenca del carbón, quienes acudían principalmente desde Lota, Coronel y Curanilahue, entre otras localidades. Ellos asociaban la candela que la imagen porta en su mano, con la luz que se encuentran en los cascos mineros mientras operaban en los piques.
Cada 2 de febrero se celebra en el santuario la Fiesta de La Candelaria, que atrae a peregrinos de todas partes de la región y del país, con la realización de una procesión, que incorpora bailes y cánticos religiosos. Quienes asisten son llamados como "Caballeros de la Virgen", quienes la resguardan y transitan con ella por distintos puntos de la comuna.
La actual parroquia fue reconstruida como una capilla en 1987, luego de la destrucción del templo primitivo producto de los terremotos de 1939 y 1960, que afectaron fuertemente a la zona. El arquitecto a cargo fue Arturo Baeza, quien junto a un equipo de estudiantes de arquitectura de la Pontificia Universidad Católica de Valparaíso (PUCV), se hizo cargo del diseño del templo.
El 22 de enero de 1996, la Arquidiócesis de la Santísima Concepción declaró a la Virgen de la Candelaria como patrona de San Pedro de la Paz. El 2 de febrero de 2009, la decisión fue ratificada por la Municipalidad bajo un decreto municipal.